# Karl Hein
Karl Hein (Alemania, 11 de junio de 1908-10 de julio de 1982) fue un atleta alemán, especialista en la prueba de lanzamiento de martillo en la que llegó a ser campeón olímpico en 1936.

## Carrera deportiva
En los JJ. OO. de Berlín 1936 ganó la medalla de oro en el lanzamiento de martillo, llegando hasta los 56.49 metros que fue récord olímpico, superando a su compatriota Erwin Blask (plata con 55.04 m) y al sueco Fred Warngård (bronce).